# Warhammer Age of Sigmar
Warhammer Age Of Sigmar, conosciuto anche semplicemente come Age of Sigmar, è un wargame tridimensionale prodotto da  Games Workshop e pubblicato nel 2015.

## Storia
Tra la seconda metà del 2014 e la prima del 2015, Games Workshop ha prodotto una serie di cinque supplementi per l'ottava edizione di Warhammer Fantasy Battle intitolata The End Times, la quale ha portato alla quasi totale distruzione del pianeta a causa delle forze del Caos. Questo ha portato alla fine di Warhammer Fantasy Battle e all'uscita di Warhammer Age of Sigmar.
Decine di modelli, principalmente di vecchia data e prodotti in metallo, sono stati rimossi dalla vendita, tra cui l'intera gamma di Bretonnia e dei Re dei Sepolcri, ma, il giorno dell'uscita, Games Workshop ha pubblicato dei Warscroll Compendium in formato .pdf che hanno permesso di utilizzare tutti i modelli esistenti con il nuovo gioco, anche quelli eliminati dalla produzione. Questi Compendium hanno fornito una sorta di ponte da Warhammer Fantasy Battle a Warhammer Age of Sigmar, il quale è stato poi arricchito tramite le proprie campagne narrative e i Battletome, ossia l'equivalente dei Libri degli Eserciti di Warhammer Fantasy Battle.

### L'uscita del General's Handbook
Al momento dell'uscita, Warhammer Age of Sigmar non ha avuto un sistema di bilanciamento delle armate tramite punteggi e si è completamente affidato all'accordo tra i giocatori. Questo ha portato le community a creare svariati sistemi di bilanciamento non ufficiali, ma nel 2016 Games Workshop ha prodotto il primo General's Handbook, ossia un manuale che ha lasciato la possibilità di giocare come prima (Partite Libere), ma ha anche introdotto un sistema di punti (Partite Equilibrate).
Il General's Handbook è un libro di aggiornamento del gioco a cadenza annuale. Il 26 agosto 2017 è uscito il General's Handbook 2017.

## L'ambientazione
L'ambientazione di Warhammer Age of Sigmar nasce dalle ceneri del pianeta di Warhammer Fantasy Battle. Durante la Fine dei Tempi, il Caos ha vinto contro un'alleanza guidata da individui che incarnavano gli otto Venti della Magia e il mondo è stato distrutto, ad eccezione del suo nucleo. In circostanze ancora ignote, dalla distruzione del pianeta si sono generati magicamente i Reami Mortali, ognuno corrispondente ad uno dei precedenti Venti e con le loro incarnazioni tramutatesi in divinità (Sigmar era già una divinità, ma ottenne i suoi poteri quando vennero creati i Reami):
- Aqshy, Reame del Fuoco. Dio corrispondente: Grimnir.
- Azyr, Reame dei Cieli. Dio Corrispondente: Sigmar.
- Chamon, Reame del Metallo. Dio corrispondente: Grugni.
- Ghur, Reame delle Bestie. Dio corrispondente: Gorkamorka.
- Ghyran, Reame della Vita. Dio corrispondente: Alarielle.
- Hysh, Reame della Luce. Dio corrispondente: Tyrion.
- Shyish, Reame della Morte. Dio corrispondente: Nagash.
- Ulgu, Reame dell'Ombra. Dio corrispondente: Malerion.

Mentre gli altri dei si ritrovarono apparentemente in vari punti dei Reami Mortali, il corpo di Sigmar rimase aggrappato al nucleo del pianeta, la cui distruzione creò una luce che attirò un'entità di nome Dracothion, il Grande Drago Stellare. Dracothion soccorse Sigmar e lo riportò in vita, azione che finì per creare una solida amicizia tra i due individui. Grazie a Dracothion, Sigmar scoprì i Reami Mortali e iniziò un'opera di fioritura della civiltà che divenne conosciuto come Età del Mito. Durante questo lungo periodo, il Caos non fu particolarmente minaccioso e Sigmar creò un'alleanza tra le altre divinità dei Reami, il cosiddetto Pantheon di Sigmar. Grandi imperi, regni, città-stato e altre forme di governo sorsero e crebbero unendo umani, duardin, aelf e altre razze che popolano ancora adesso i Reami Mortali, ma tutto terminò quando il Caos tornò alla carica, guidato da grandi condottieri mortali e demoniaci, ma soprattutto da Archaon, colui che in passato pose fine al pianeta precedente, denominato il Mondo-Che-Fu. Giunse così l'Età del Caos, la quale portò alla distruzione di buona parte delle grandi civiltà dei Reami, eppure ci fu un faro di speranza. Il Caos colpì perché il Pantheon smise di collaborare nel migliore dei modi, ma Sigmar tentò di salvare la situazione accogliendo umani, duardin e aelf da tutti i Reami finché fu possibile, infine fu costretto a chiudere i Cancelli di Azyr. L'Età del Caos durò cinquecento anni e molti morirono, ma nel Reame dei Cieli si lavorò ad una soluzione. All'interno della gigantesca città di Azyrheim, Sigmar usò i propri poteri per trasportare su Azyr uomini e donne che ritenne eroici per i motivi più diversi, che fosse per il loro valore o per la loro fede. Il corpo di questi eroi venne disintegrato e riformato magicamente in un'operazione chiamata Riforgiatura, la quale creò individui grandi e forti, le cui capacità sarebbero state sufficienti a respingere queste nuove ondate del Caos. Grugni, usando il nucleo del Mondo-Che-Fu che divenne conosciuto anche come Mallus, creò la sigmarite, un metallo con cui forgiò armi e armature per questo nuovo esercito dell'Ordine. In questo modo nacquero gli Stormcast Eternals, i quali si addestrarono per innumerevoli anni liberando Azyr dalle bestie orribili che lo infestavano e all'interno del Gladitorium, un'arena magica creata da Malerion durante l'Età del Mito che permette di subire anche le ferite più gravi e uscire indenni da essa, come se nulla fosse accaduto.
Dopo i cinque secoli di Età del Caos, Sigmar decise di schierare le sue truppe e dare inizio all'Età di Sigmar. Gli Stormcast Eternals colpirono per la prima volta nella Penisola Brimstone di Aqshy, liberando il primo Cancello di Azyr e dando inizio alle Guerre Realmgate.

### Le Guerre dei Cancelli
Mentre l'Età del Mito e l'Età del Caos fornivano un antefatto precedente all'inizio dell'Età di Sigmar, le Guerre dei Cancelli sono state il primo periodo storico (durato circa cinquant'anni) analizzato tramite una grande quantità di approfondimenti.

### Le Città di Sigmar
Dopo le Guerre dei Cancelli, le forze dell'Ordine riuscirono a liberare varie zone dei Reami Mortali dal dominio del Caos, dando inizio alla costruzione di numerosi insediamenti che con il passare dei decenni diventarono floride città. I cittadini delle Città di Sigmar sono estremamente vari, sia per razze che per provenienza. Una fetta è sempre coperta dagli Azyriti, ossia individui nati su Azyr che si sono trasferiti in una delle città presenti negli altri Reami Mortali. Altri sono i discendenti di coloro che durante l'Età del Caos si rifugiarono su Azyr e che ora sono tornati nel loro Reame d'origine. Altri ancora hanno viaggiato da un Reame all'altro oppure sono solo di passaggio, pronti a vendere le proprie merci per poi partire verso altre mete.

### Portenti Maligni
Portenti Maligni è un evento di dimensioni al pari delle Guerre Realmgate che partirà nel 2018 e che vedrà il ritorno in auge della Grande Alleanza della Morte. Insieme a Portenti Maligni, Games Workshop ha anche annunciato l'uscita di un modello che funzionerà da araldo per ogni Grande Alleanza, mostrando subito quello della Morte: Il Cavaliere delle Falci.

## Il gioco
Warhammer Age of Sigmar prevede delle meccaniche base molto semplici e facili da imparare, ma viene approfondito dal materiale presente nelle campagne narrative, il General's Handbook e le Warscroll, ossia le regole di ogni unità giocabile nel gioco.
Mentre Warhammer Fantasy Battle prevedeva una lista di pressoché tutte le meccaniche all'interno del regolamento e ne inseriva solamente il nome all'interno delle regole delle unità, Warhammer Age of Sigmar effettua il processo contrario e inserisce tutte le regole delle armi e le abilità speciali delle singole unità all'interno delle Warscroll. Il giocatore può studiare gli effetti delle abilità speciali possedute dalle unità del proprio esercito e sfruttarle per creare potenti sinergie che si basano sulle Parole Chiave.
Ogni unità di Warhammer l'Era di Sigmar ha un insieme di Parole Chiave, le quali definiscono cose come la sua razza e la sua fazione. Tutte le abilità presenti all'interno del gioco influenzano unità che possiedono determinate Parole Chiave e ciò permette di creare combinazioni di abilità che rendono le armate coese. In Warhammer l'Era di Sigmar, la sinergia è la chiave per il successo.

### Piani di Battaglia
I Piani di Battaglia sono le missioni di Warhammer Age of Sigmar, ovvero set di regole che permettono di creare una battaglia di un certo tipo. Ogni Piano di Battaglia può imporre delle restrizioni alle armate e fornisce regole che influenzano la partita. Alcuni Piani di Battaglia permettono di ricreare alcune battaglie raccontate nella storia del gioco.

### Tempo di Guerra
Le regole Tempo di Guerra possono essere usate in qualsiasi partita e permettono di rappresentare una partita ambientata in vari luoghi specifici dell'ambientazione. Le regole Tempo di Guerra introducono ulteriori regole che influenzano le partite, enfatizzano la loro componente narrativa e possono essere usate insieme ai Piani di Battaglia.

### Tre modi di giocare
L'uscita del primo General's Handbook ha portato alla creazione dei cosiddetti tre modi di giocare a Warhammer Age of Sigmar. Partite Libere, Partite Narrative e Partite Equilibrate.
Partite Libere prevede l'utilizzo di armate senza limiti di punteggi o composizione. Questo modo di giocare lascia al giocatore la libertà di creare situazioni che altrimenti sarebbero impossibili da rappresentare seguendo le restrizioni delle Partite Equilibrate, come un singolo eroe che combatte un'orda di mostri di grandi dimensioni. Esistono anche Piani di Battaglia appositamente pensate per le Partite Libere. Questo è anche il modo di giocare più consigliato ai nuovi giocatori, i quali non hanno necessariamente bisogno di comprare un'intera armata per Partite Equilibrate prima di poter giocare.
Partite Narrative è un modo di giocare che enfatizza molto la componente narrativa del gioco tramite l'utilizzo combinato di Piani di Battaglia e regole Tempo di Guerra. Con l'uscita del General's Handbook 2017, Partite Narrative ha anche introdotto una sezione dedicata agli assedi in Warhammer Age of Sigmar, la quale prevede tattiche di assedio e due Piani di Battaglia.
Partite Equilibrate impone delle precise restrizioni alle armate. In base al limite di punteggio posto alle armate, esse possono essere composte da un determinato numero di vari tipi di unità che possono essere Leader, Battleline, Behemoth, Artillery, Altre Unità e Alleati. Le unità Leader sono i comandanti, le unità Battleline sono il nerbo dell'armata, le unità Behemoth sono i mostri più o meno grandi e le unità Artillery sono l'artiglieria. Altre Unità riunisce tutte quelle unità che non possiedono una tipologia specifica e non hanno un numero massimo in un'armata di qualsiasi dimensione. Gli Alleati sono unità provenienti da altre fazioni del gioco; ogni fazione ha una lista di quelle con cui si può alleare. Partite Equilibrate contiene anche svariate altre meccaniche, come le Regole dell'Uno e le Abilità dell'Alleanza.
Abilità dell'Alleanza
Nelle Partite Equilibrate, tutte le unità di un'armata devono appartenere ad un'alleanza, ossia una specifica Parola Chiave. Questa alleanza determina da quali altre fazioni è possibile prendere alleati (le uniche unità dell'armata che possono avere un'alleanza differente dalle altre unità) e quali abilità ottiene l'intera armata. Numerose alleanze prevedono abilità che influenzano alcune o tutte le unità all'interno dell'armata, inoltre garantiscono l'accesso a speciali abilità per i Leader, incantesimi e artefatti. Siccome è necessario avere un numero minimo di unità Battleline all'interno di un'armata per Partite Equilibrate, certe alleanze permettono a una o più unità di diventare Battleline.
Questa è la lista delle alleanze attualmente presenti nel gioco:
Ordine
- Stormcast Eternals
- Città di Sigmar
- Daughters of Khaine
- Fyreslayer
- Idoneth Deepkin
- Kharadron Overlords
- Lumineth Realm-Lords
- Seraphon
- Sylvaneth

Morte
- Soulblight Gravelords
- Nighthaunt
- Flesh Eater Courts
- Ossiarch Bonereapers

Chaos 
- Slave To Darkness
- Blades of Khorne
- Bestie del Chaos
- Disciples of Tzeentch
- Hedonites of Slaanesh
- Maggotkin of Nurgle
- Skaven

Distruzione
- Gloomspite Gitz
- Ogor Mawtribes
- Orruk Warclans
- Sons of Behemat

### Abilità aggiuntive delle Città di Sigmar
Con l'espansione Firestorm verranno introdotte circa dieci nuove Abilità dell'Alleanza. Alcune di esse si sommeranno alle Abilità dell'Alleanza di determinate fazioni dell'Ordine. Esse permetteranno di rappresentare eserciti dell'Ordine provenienti da città specifiche dell'ambientazione. Attualmente Warhammer Community ha reso note alcune città che avranno queste regole aggiuntive.
- Anvilgard
- Greywater Fastness
- Hammerhal
- Phoenicium
- Tempest's Eye
- The Living City
- Hallowheart

Sono presenti anche Abilità dell'Alleanza per le altre Grandi Alleanze.
- Fist of the Everchosen
- The Wraith Fleet
- Stoneklaw 's Gutstompas

## Letteratura
Dal 2015, Black Library ha prodotto numerosi romanzi, novelle e racconti brevi che hanno contribuito ad espandere questo universo. Gran parte delle pubblicazioni rientra in una specifica collana, mentre altri sono libri indipendenti. Tutte queste pubblicazioni sono disponibili esclusivamente in Inglese.

### The Realmgate Wars
- Warstorm, antologia di Nick Kyme, Guy Haley e Josh Reynolds
- Ghal Maraz, antologia di Guy Haley e Josh Reynolds
- Hammers of Sigmar, antologia di Darius Hinks e C.L. Werner
- Call of Archaon, antologia di David Annandale, David Guymer, Guy Haley e Rob Sanders
- Wardens of the Everqueen, di C.L. Werner
- Warbeast, di Gav Thorpe
- Fury of Gork, di Josh Reynolds
- Bladestorm, di Matt Westbrook
- Mortarch of Night, di David Guymer e Josh Reynolds
- Lord of Undeath, di C.L. Werner

### Legends of the Age of Sigmar
- Fyreslayers, antologia di David Annandale, David Guymer e Guy Haley
- Black Rift, di Josh Reynolds
- Skaven Pestilens, dii Josh Reynolds
- Sylvaneth, antologia di Robbie MacNiven, Josh Reynolds, Rob Sanders e Gav Thorpe
- City of Secrets, di Nick Horth

Fyreslayers, Skaven Pestilens e Sylvaneth sono stati pubblicati anche nella prima omnibus di Legends of the Age of Sigmar. City of Secrets è stato il primo libro della collana ad essere ambientato dopo le Guerre Realmgate.

### Call of Chaos
Una raccolta di racconti brevi uscita durante dicembre 2016.
- The Unending Storm, di Nick Kyme
- By the Horns, di Rob Sanders
- The Gift of Khorne, di Guy Haley
- Daemon of the Deep, di Rob Sanders
- The Last Gift, di Josh Reynolds
- The Prodigal, di David Annandale
- Crystal of Fate, di Guy Haley
- Gorechosen, di Andy Clark
- The Eighth Victory, di Graeme Lyon
- Godless, di David Guymer
- The Sacrifice, di Graeme Lyon
- Lord of the Cosmic Gate, di Gav Thorpe

### Astral Templars
- Bear Eater, di David Guymer
- The Hardest Word, di David Guymer

### Hallowed Knights
- Plague Garden, di Josh Reynolds

### Eight Lamentations
- Auction of Blood, di Josh Reynolds
- Spear of Shadows, di Josh Reynolds

### Racconti brevi singoli
- The Road of Blades, di Josh Reynolds
- Pantheon, di Guy Haley

### Romanzi singoli
- Labyrinth of the Lost, di Andy Clark
- The Gates of Azyr, di Chris Wraight (ambientato prima di Warstorm)
- Nagash: The Undying King, di Josh Reynolds
- Hammerhal, di Josh Reynolds